# Lizzie Clachan

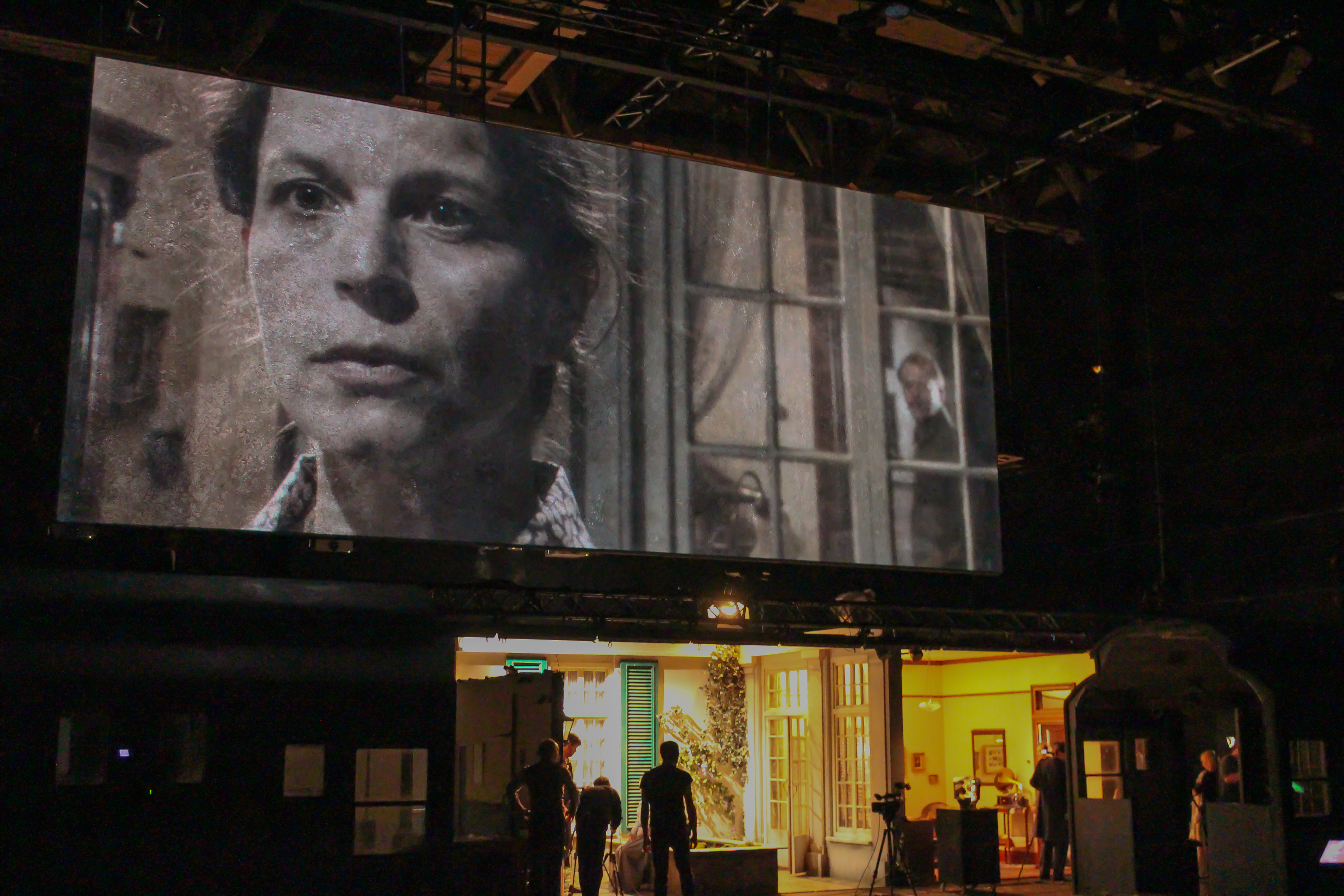
Forbidden Zone, Salzburger Festspiele 2014

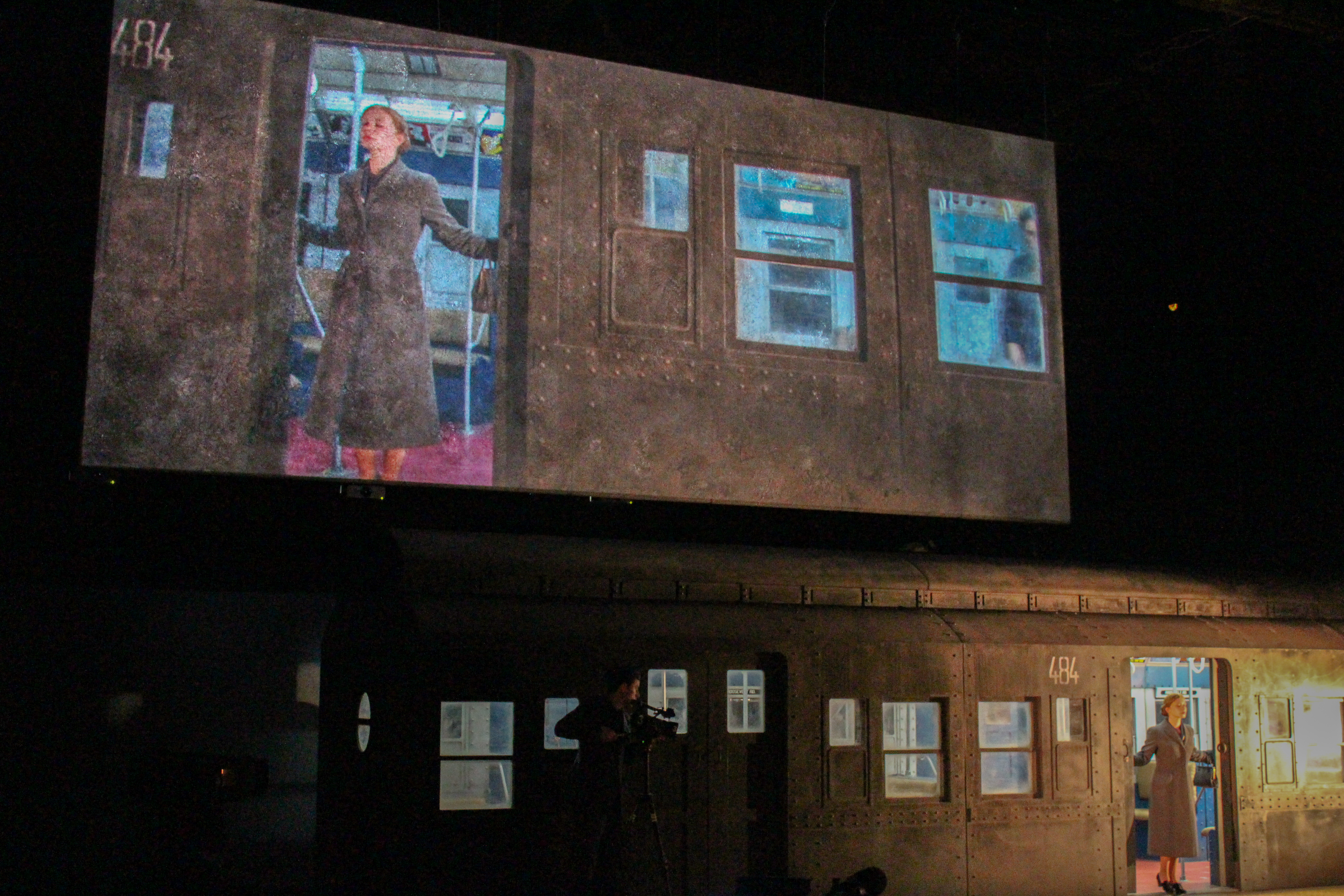
Forbidden Zone, Salzburger Festspiele 2014

Lizzie Clachan ist eine britische Bühnen- und Kostümbildnerin. Sie zählte 1999 zu den Mitbegründerinnen des Künstlerkollektivs Shunt.

## Leben
Das von Clachan mitbegründete Londoner Künstlerkollektiv Shunt konzipiert Performances an ungewöhnlichen Spielstätten. Clachan war bisher für das Bühnenbild sämtlicher Produktionen von Shunt verantwortlich.
Seit 2005 wird die Künstlerin auch von etablierten britischen Theaterinstitutionen eingeladen, u. a. vom Royal Court Theatre und der Royal Shakespeare Company, dem National Theatre, dem Londoner Young Vic und dem Bristol Old Vic. Sie arbeitet überwiegend für Gegenwartsstücke, fallweise aber auch für elisabethianische Klassiker – wie Marlowes Edward II. in der Regie von Joe Hill-Gibbons, oder Klassiker der Moderne – wie Becketts Happy Days.
Seit 2011 arbeitet Clachan eng mit der britischen Regisseurin Katie Mitchell zusammen. Diese Kooperation führte sie bislang nach Köln, Berlin und Avignon, ans Wiener Burgtheater und zu den Salzburger Festspielen.

## Bühnenbilder (Auswahl)

### Für das Künstlerkollektiv Shunt
- 1999: Ballad of Bobby Francois
- 2000: The Tennis Show
- 2002: Dance Bear Dance
- 2003: Tropicana
- 2005: Amato Saltone
- 2012: The Architects

### Für Produktionen von Katie Mitchell
- 2011: Wastwater von Simon Stephens – Royal Court Theatre London und Wiener Festwochen
- 2012: The Trial of Ubu von Simon Stephens – Hampstead Theatre London
- 2012: Die Ringe des Saturn nach W. G. Sebald – Schauspiel Köln und Festival d’Avignon
- 2013: Le vin herbé von Frank Martin – Staatsoper Unter den Linden, Berlin (auch Kostüme)
- 2014: Wunschloses Unglück von Peter Handke – Burgtheater Wien im Kasino am Schwarzenbergplatz
- 2014: Forbidden Zone von Duncan Macmillan – Salzburger Festspiele, anschließend Schaubühne am Lehniner Platz, Berlin

## Auszeichnungen (Auswahl)
- 1999 Herald Angel Award und Total Theatre Award – beide für Ballad of Bobby Francois
- 2002 Time Out’s Live Award und Empty Space Award – beide für Dance Bear Dance
- 2012 TMA Award für das beste Bühnenbild – für Happy Days (Regie: Jonathan Humphries, Sheffield Crucible)